# Gibraltarees voetbalelftal (mannen)

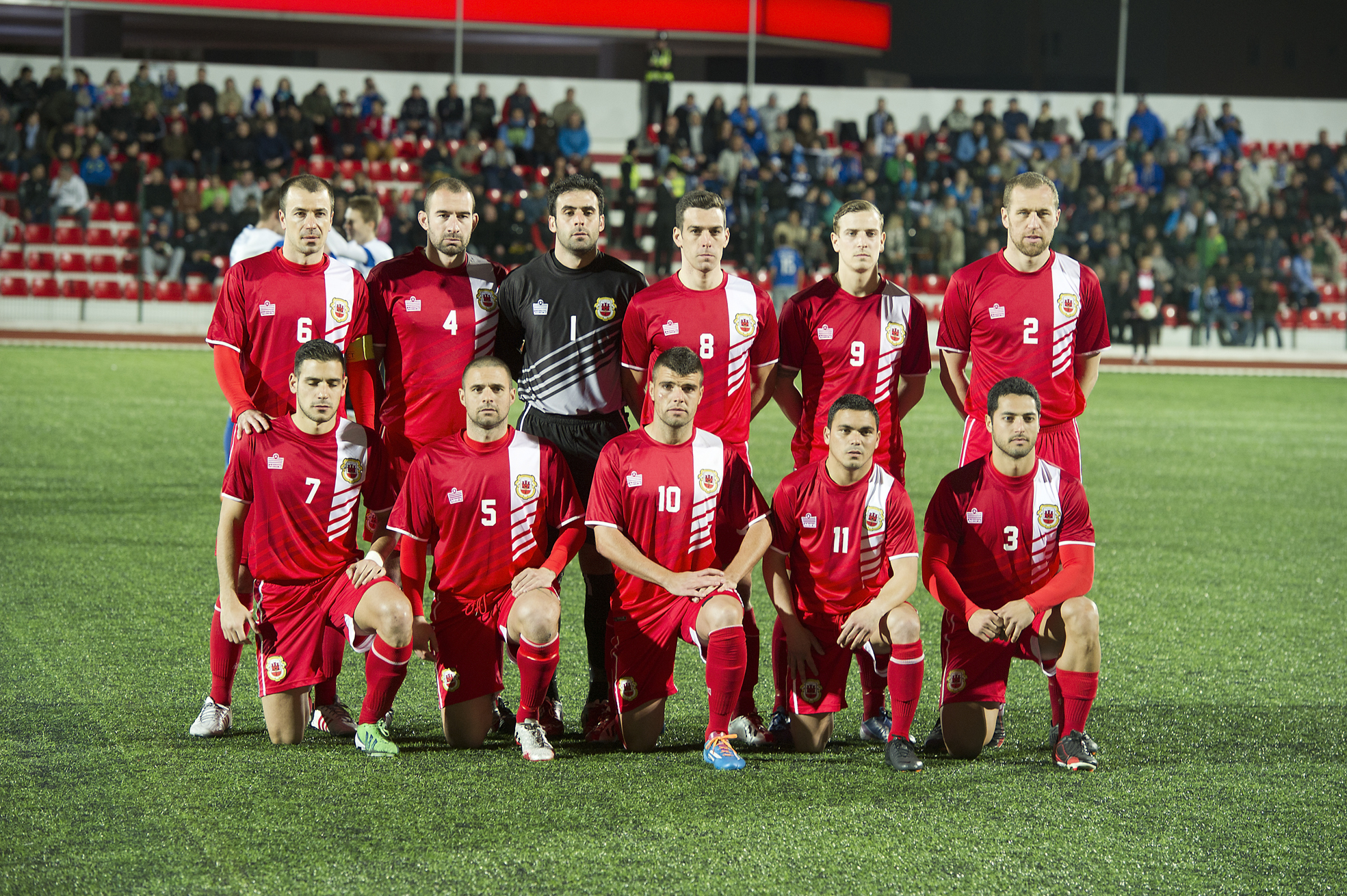
Het Gibraltarees voetbalelftal anno 2014

Het Gibraltarees voetbalelftal is een team van voetballers dat Gibraltar vertegenwoordigt bij internationale wedstrijden.

## Geschiedenis
Het verzoek van Gibraltar om lid te worden van de UEFA werd in januari 2007 afgewezen, maar na een uitspraak van het Hof van Arbitrage voor Sport werd het op 1 oktober 2012 toegelaten als voorlopig lid. Op 24 mei 2013 werd Gibraltar officieel als 54e land toegevoegd als UEFA-lid. In de eerste officiële interland als UEFA-lid op 19 november 2013 speelde Gibraltar tegen Slowakije. Het duel eindigde in een 0–0 gelijkspel. Op 4 juni 2014 behaalde Gibraltar zijn eerste overwinning dankzij een 1–0 zege op Malta. Centrumspits Kyle Casciaro scoorde de enige treffer. Op 13 mei 2016 werd Gibraltar toegelaten als lid van de FIFA. In de UEFA Nations League 2020/21, de tweede editie van dit toernooi, wist Gibraltar promotie naar divisie C af te dwingen.

## Deelname aan internationale toernooien

### Wereldkampioenschap
| Wereldkampioenschap voetbal | Wereldkampioenschap voetbal | Wereldkampioenschap voetbal | Wereldkampioenschap voetbal | Wereldkampioenschap voetbal | Wereldkampioenschap voetbal | Wereldkampioenschap voetbal | Wereldkampioenschap voetbal | Wereldkampioenschap voetbal |
| Jaar                        | Ronde                       | Wed.                        | W                           | G                           | V                           | DV                          | DT                          | Kwal                        |
| --------------------------- | --------------------------- | --------------------------- | --------------------------- | --------------------------- | --------------------------- | --------------------------- | --------------------------- | --------------------------- |
| 1938–2014                   | Geen FIFA-lid               | Geen FIFA-lid               | Geen FIFA-lid               | Geen FIFA-lid               | Geen FIFA-lid               | Geen FIFA-lid               | Geen FIFA-lid               | Geen FIFA-lid               |
| 2018                        | Niet gekwalificeerd         | Niet gekwalificeerd         | Niet gekwalificeerd         | Niet gekwalificeerd         | Niet gekwalificeerd         | Niet gekwalificeerd         | Niet gekwalificeerd         | Niet gekwalificeerd         |
| 2022                        | Niet gekwalificeerd         | Niet gekwalificeerd         | Niet gekwalificeerd         | Niet gekwalificeerd         | Niet gekwalificeerd         | Niet gekwalificeerd         | Niet gekwalificeerd         | Niet gekwalificeerd         |

### Europees kampioenschap
| Europees kampioenschap voetbal | Europees kampioenschap voetbal | Europees kampioenschap voetbal | Europees kampioenschap voetbal | Europees kampioenschap voetbal | Europees kampioenschap voetbal | Europees kampioenschap voetbal | Europees kampioenschap voetbal | Europees kampioenschap voetbal |
| Jaar                           | Ronde                          | Wed.                           | W                              | G                              | V                              | DV                             | DT                             | Kwal                           |
| ------------------------------ | ------------------------------ | ------------------------------ | ------------------------------ | ------------------------------ | ------------------------------ | ------------------------------ | ------------------------------ | ------------------------------ |
| 1960–2012                      | Geen UEFA-lid                  | Geen UEFA-lid                  | Geen UEFA-lid                  | Geen UEFA-lid                  | Geen UEFA-lid                  | Geen UEFA-lid                  | Geen UEFA-lid                  | Geen UEFA-lid                  |
| 2016                           | Niet gekwalificeerd            | Niet gekwalificeerd            | Niet gekwalificeerd            | Niet gekwalificeerd            | Niet gekwalificeerd            | Niet gekwalificeerd            | Niet gekwalificeerd            | Niet gekwalificeerd            |
| 2020                           | Niet gekwalificeerd            | Niet gekwalificeerd            | Niet gekwalificeerd            | Niet gekwalificeerd            | Niet gekwalificeerd            | Niet gekwalificeerd            | Niet gekwalificeerd            | Niet gekwalificeerd            |
| 2024                           | Niet gekwalificeerd            | Niet gekwalificeerd            | Niet gekwalificeerd            | Niet gekwalificeerd            | Niet gekwalificeerd            | Niet gekwalificeerd            | Niet gekwalificeerd            | Niet gekwalificeerd            |

### UEFA Nations League
| 2018–19 | D | 49e | 6 | 2 | 0 | 4 | 5 | 15 | Stabiel  |
| 2020–21 | D | 49e | 6 | 3 | 3 | 0 | 9 | 5  | Gestegen |
| 2022–23 | C | 48e |   |   |   |   |   |    |          |

## Statistieken
- Bijgewerkt tot en met de interland tegen  Moldavië (1-1) op 19 november 2024.

### Van jaar tot jaar
| Jaar | Wedstrijden | Wedstrijden | Wedstrijden | Wedstrijden | Doelpunten | Doelpunten | Doelpunten | Punten |
| Jaar | Duels       | Winst       | Gelijk      | Verlies     | Voor       | Tegen      | Saldo      | Punten |
| ---- | ----------- | ----------- | ----------- | ----------- | ---------- | ---------- | ---------- | ------ |
| 2013 | 1           | 0           | 1           | 0           | 0          | 0          | 0          | 1.000  |
| 2014 | 8           | 1           | 1           | 6           | 3          | 28         | –25        | 0.375  |
| 2015 | 7           | 0           | 0           | 7           | 2          | 39         | –37        | 0.000  |
| 2016 | 7           | 0           | 1           | 6           | 2          | 27         | –25        | 0.143  |
| 2017 | 6           | 0           | 0           | 6           | 1          | 30         | –29        | 0.000  |
| 2018 | 7           | 3           | 0           | 4           | 6          | 15         | –9         | 0.857  |
| 2019 | 10          | 0           | 0           | 10          | 3          | 33         | –30        | 0.000  |
| 2020 | 6           | 2           | 2           | 2           | 3          | 6          | –3         | 1.000  |
| 2021 | 12          | 0           | 1           | 11          | 4          | 49         | –45        | 0.083  |
| 2022 | 10          | 2           | 3           | 5           | 6          | 18         | –12        | 0.700  |
| 2023 | 10          | 0           | 0           | 10          | 0          | 46         | –46        | 0.000  |
| 2024 | 10          | 2           | 5           | 3           | 6          | 8          | –2         | 0.900  |

### Tegenstanders
| Tegenstander   | Wed. | W | G | V | DV | DT | DS  | Details |
| -------------- | ---- | - | - | - | -- | -- | --- | ------- |
| Andorra        | 2    | 2 | 2 | 0 | 2  | 0  | +2  | details |
| Armenië        | 2    | 1 | 0 | 1 | 3  | 6  | –3  | details |
| België         | 2    | 0 | 0 | 2 | 0  | 15 | –15 | details |
| Bosnië en Her. | 2    | 0 | 0 | 2 | 0  | 9  | –9  | details |
| Bulgarije      | 3    | 0 | 1 | 2 | 2  | 9  | –7  | details |
| Cyprus         | 2    | 0 | 0 | 2 | 2  | 5  | –3  | details |
| Denemarken     | 2    | 0 | 0 | 2 | 0  | 12 | –12 | details |
| Duitsland      | 2    | 0 | 0 | 2 | 0  | 11 | –11 | details |
| Estland        | 5    | 0 | 1 | 4 | 1  | 14 | –13 | details |
| Faeröer        | 2    | 0 | 1 | 1 | 1  | 4  | –3  | details |
| Frankrijk      | 2    | 0 | 0 | 2 | 0  | 17 | –17 | details |
| Georgië        | 6    | 0 | 0 | 6 | 3  | 19 | –16 | details |
| Grenada        | 1    | 0 | 1 | 0 | 0  | 0  | 0   | details |
| Griekenland    | 4    | 0 | 0 | 4 | 1  | 16 | –15 | details |
| Ierland        | 7    | 0 | 0 | 7 | 0  | 24 | –24 | details |
| Kosovo         | 1    | 0 | 0 | 1 | 0  | 1  | –1  | details |
| Kroatië        | 1    | 0 | 0 | 1 | 0  | 4  | –4  | details |
| Letland        | 4    | 1 | 0 | 3 | 3  | 11 | –8  | details |
| Liechtenstein  | 8    | 3 | 4 | 1 | 8  | 6  | +2  | details |
| Macedonië      | 4    | 0 | 0 | 4 | 0  | 12 | –12 | details |
| Malta          | 2    | 1 | 0 | 1 | 1  | 2  | –1  | details |
| Moldavië       | 1    | 0 | 1 | 0 | 1  | 1  | 0   | details |
| Montenegro     | 2    | 0 | 0 | 2 | 1  | 7  | –6  | details |
| Nederland      | 4    | 0 | 0 | 4 | 0  | 22 | –22 | details |
| Noorwegen      | 2    | 0 | 0 | 2 | 1  | 8  | –7  | details |
| Polen          | 2    | 0 | 0 | 2 | 1  | 15 | –14 | details |
| Portugal       | 1    | 0 | 0 | 1 | 0  | 5  | –5  | details |
| San Marino     | 4    | 2 | 2 | 0 | 3  | 2  | +1  | details |
| Schotland      | 3    | 0 | 0 | 3 | 1  | 14 | –12 | details |
| Slovenië       | 1    | 0 | 0 | 1 | 0  | 6  | –6  | details |
| Slowakije      | 1    | 0 | 1 | 0 | 0  | 0  | 0   | details |
| Turkije        | 2    | 0 | 0 | 2 | 0  | 9  | –9  | details |
| Wales          | 2    | 0 | 1 | 1 | 0  | 4  | –4  | details |
| Zwitserland    | 2    | 0 | 0 | 2 | 1  | 10 | –9  | details |

## Huidige selectie
Bijgewerkt tot en met 22 maart 2025, de interland tegen  Montenegro in de kwalificatie voor het WK 2026.
| Nr.         | Naam              | Wed. | Dlpnt. | Club              |
| ----------- | ----------------- | ---- | ------ | ----------------- |
| Doel        |                   |      |        |                   |
| 1           | Bradley Banda     | 14   | 0      | St Joseph's       |
| 13          | Christian López   | 0    | 0      | Bruno’s Magpies   |
| 23          | Victor Huart      | 0    | 0      | Lynx              |
| Verdediging |                   |      |        |                   |
| 2           | Ethan Jolley      | 35   | 0      | St Joseph's       |
| 3           | Kai Mauro         | 0    | 0      | Cádiz             |
| 4           | Kian Ronan        | 38   | 0      | King's Lynn Town  |
| 5           | Louie Annesley    | 49   | 1      | Braintree Town    |
| 6           | Bernardo Lopes    | 26   | 0      | Lincoln Red Imps  |
| 15          | Paddy McClafferty | 1    | 0      | Blyth Spartans    |
| 16          | Tayler Carrington | 0    | 0      | Vázquez Cultural  |
| 20          | Ethan Britto      | 44   | 1      | Lincoln Red Imps  |
| Middenveld  |                   |      |        |                   |
| 8           | Nicolas Pozo      | 16   | 0      | Europa            |
| 10          | Liam Walker       | 86   | 8      | St Joseph's       |
| 10          | Evan De Haro      | 10   | 0      | Bruno’s Magpies   |
| 14          | Dan Bent          | 6    | 2      | Lincoln Red Imps  |
| 18          | Kye Livingstone   | 0    | 0      | Lions Gibraltar   |
| 21          | Julian Valarino   | 25   | 0      | Lincoln Red Imps  |
| Aanval      |                   |      |        |                   |
| 7           | Tjay De Barr      | 49   | 3      | Lincoln Red Imps  |
| 9           | Ayoub El Hmidi    | 10   | 0      | Oujda             |
| 11          | James Scanlon     | 11   | 1      | Manchester United |
| 12          | Jaiden Bartolo    | 8    | 0      | Slough Town       |
| 17          | Liam Jessop       | 1    | 0      | Worksop Town      |
| 19          | Carlos Richards   | 1    | 0      | Dorking Wanderers |

### Recent opgeroepen
De volgende spelers zijn in 2024 opgeroepen voor het elftal.
| Nr.         | Naam             | Wed. | Dlpnt. | Club                |
| ----------- | ---------------- | ---- | ------ | ------------------- |
| Doel        |                  |      |        |                     |
|             | Dayle Coleing    | 32   | 0      | Bruno’s Magpies     |
|             | Jaylan Hankins   | 2    | 0      | Europa              |
|             | Harry Victor     | 0    | 0      | Oldland Abbotonians |
| Verdediging |                  |      |        |                     |
|             | Ethan Santos     | 9    | 0      | St Joseph's         |
|             | Ethan Llambias   | 0    | 0      | Mons Calpe          |
|             | Aymen Mouelhi    | 37   | 0      | Europa              |
|             | Roy Chipolina    | 75   | 5      | Gepensioneerd       |
|             | Jayce Olivero    | 63   | 0      | St Joseph's         |
|             | Joseph Chipolina | 61   | 2      | Manchester 62       |
|             | Kevagn Ronco     | 0    | 0      | Bruno’s Magpies     |
|             | Jack Sergeant    | 61   | 0      | Cringila Lions      |
| Middenveld  |                  |      |        |                     |
|             | Scott Ballantine | 1    | 0      | Lynx                |
|             | Niels Hartman    | 7    | 0      | Vermont Catamounts  |
|             | Graeme Torrilla  | 31   | 1      | Lincoln Red Imps    |
|             | Michael Ruiz     | 1    | 0      | Lynx                |
|             | Dylan Peacock    | 1    | 0      | Manchester 62       |
| Aanval      |                  |      |        |                     |
|             | Lee Casciaro     | 66   | 3      | Lincoln Red Imps    |

## FIFA-wereldranglijst[1]
| 2016 | 2017 | 2018 | 2019 | 2020 | 2021 | 2022 | 2023 | 2024 |
| ---- | ---- | ---- | ---- | ---- | ---- | ---- | ---- | ---- |
| 205  | 206  | 194  | 196  | 195  | 203  | 200  | 201  | 197  |

GFA · A-internationals · Bondscoaches · Statistieken · Vrouwenelftal · Olympisch elftal · Gibraltar U19 · Gibraltar U17
2010 – 2019 ·
2020 − 2029
2013 ·
2014 ·
2015 ·
2016 ·
2017 ·
2018 ·
2019 ·
2020 ·
2021 ·
2022 ·
2023 ·
2024
Andorra ·
Armenië ·
België ·
Bosnië en Herzegovina ·
Bulgarije ·
Cyprus ·
Denemarken ·
Duitsland ·
Estland ·
Faeröer ·
Frankrijk ·
Georgië ·
Grenada ·
Griekenland ·
Ierland ·
Kosovo ·
Kroatië ·
Letland ·
Liechtenstein ·
Litouwen ·
Malta ·
Moldavië ·
Montenegro ·
Nederland ·
Noord-Macedonië ·
Noorwegen ·
Polen ·
Portugal ·
San Marino ·
Schotland ·
Slovenië ·
Slowakije ·
Turkije ·
Wales ·
Zwitserland
 Albanië ·  Andorra ·  Armenië ·  Azerbeidzjan ·  België ·  Bosnië en Herzegovina ·  Bulgarije ·  Cyprus ·  Denemarken ·  Duitsland ·  Engeland ·  Estland ·  Faeröer ·  Finland ·  Frankrijk ·  Georgië ·  Gibraltar ·  Griekenland ·  Hongarije ·  Ierland ·  IJsland ·  Israël ·  Italië ·  Kazachstan ·  Kosovo ·  Kroatië ·  Letland ·  Liechtenstein ·  Litouwen ·  Luxemburg ·  Malta ·  Moldavië ·  Montenegro ·  Nederland ·  Noord-Ierland ·  Noord-Macedonië ·  Noorwegen ·  Oekraïne ·  Oostenrijk ·  Polen ·  Portugal ·  Roemenië ·  Rusland ·  San Marino ·  Schotland ·  Servië ·  Slovenië ·  Slowakije ·  Spanje ·  Tsjechië ·  Turkije ·  Wales ·  Wit-Rusland ·  Zweden ·  Zwitserland
 Bohemen ·  Bohemen en Moravië ·  Duitse Democratische Republiek ·  Ierland ·  Joegoslavië ·  Servië en Montenegro ·  Tsjecho-Slowakije ·  GOS ·  Saarland ·  Sovjet-Unie